# 三菱洋行
三菱洋行（Mitsubishi Co.），日本三菱商事株式會社在華支店的俗稱。於1875年在上海設立，進行投資活動。
初期以大連為基地，經營橫濱至上海的輪船航運業務，並設立榨袖廠，收購東北地區的大豆、豆油和豆餅，到1894年時已在漢口、香港等地設立支店或代理處，經營範圍擴大到航運、工礦投資、保險及進出口貿易，1916年還以石家莊為據點，向附近各縣農民發放美國棉種以控制當地棉花生產，獲取原棉。1917年分別在上海、大連等地設立分行。和三井洋行一起壟斷對華貿易，操縱輪船運輸和保險業務。自1922年至1940年在東北開辦和投資的企業共有23個公司，投資額為7400餘萬元。抗日戰爭勝利後由國民政府接收。